# 洪小然
洪 小然（ホン・ソヨン、朝鮮語: 홍소연、1974年 - ）は、大韓民国の韓国放送公社 (KBS) 所属のアナウンサー。1997年にKBSの第24期公募採用でアナウンサーとして採用され入局した。『KBS930ニュース』でキャスターを務めた。2017年4月に梨花言論人クラブ副会長に就任した。